# 新北島
新北島（しんきたじま）は、大阪府大阪市住之江区にある町名。現行行政地名は新北島一丁目から新北島八丁目。

## 地理
住之江区の南東部に位置し、東に南加賀屋、西に平林南、北に泉と接している。

### 河川
- 大和川
  - 阪堺大橋

## 歴史

### 沿革
- 1974年（昭和49年）、大阪市住吉区南加賀屋町1 - 3丁目・南加賀屋町・北島町・北島町1 - 2丁目の各一部より、住之江区新北島1 - 8丁目成立[5]。

## 世帯数と人口
2024年（令和6年）9月30日現在（大阪市発表）の世帯数と人口は以下の通りである。
| 丁目         | 世帯数    | 人口     |
| ------------ | --------- | -------- |
| 新北島一丁目 | 536世帯   | 1,014人  |
| 新北島二丁目 | 823世帯   | 1,406人  |
| 新北島三丁目 | 1,635世帯 | 3,169人  |
| 新北島四丁目 | 1,288世帯 | 2,145人  |
| 新北島五丁目 | 511世帯   | 1,034人  |
| 新北島六丁目 | 210世帯   | 485人    |
| 新北島七丁目 | 719世帯   | 1,421人  |
| 新北島八丁目 | 373世帯   | 718人    |
| 計           | 6,095世帯 | 11,392人 |

### 人口の変遷
国勢調査による人口の推移。
| 1995年（平成7年）  | 11,052人 | [ 6 ]  |  |
| 2000年（平成12年） | 11,742人 | [ 7 ]  |  |
| 2005年（平成17年） | 12,258人 | [ 8 ]  |  |
| 2010年（平成22年） | 12,210人 | [ 9 ]  |  |
| 2015年（平成27年） | 12,096人 | [ 10 ] |  |
| 2020年（令和2年）  | 11,810人 | [ 11 ] |  |

### 世帯数の変遷
国勢調査による世帯数の推移。
| 1995年（平成7年）  | 3,876世帯 | [ 6 ]  |  |
| 2000年（平成12年） | 4,427世帯 | [ 7 ]  |  |
| 2005年（平成17年） | 4,795世帯 | [ 8 ]  |  |
| 2010年（平成22年） | 5,000世帯 | [ 9 ]  |  |
| 2015年（平成27年） | 5,293世帯 | [ 10 ] |  |
| 2020年（令和2年）  | 5,501世帯 | [ 11 ] |  |

## 学区
市立小・中学校に通う場合、学区は以下の通りとなる。なお、小学校・中学校入学時に学校選択制度を導入しており、通学区域以外に住之江区にある小学校（自宅から概ね2km以内、学校の中心から距離で1.5km以内）・中学校から選択することも可能。
| 丁目         | 番   | 小学校               | 中学校               |
| ------------ | ---- | -------------------- | -------------------- |
| 新北島一丁目 | 全域 | 大阪市立新北島小学校 | 大阪市立新北島中学校 |
| 新北島二丁目 | 全域 | 大阪市立新北島小学校 | 大阪市立新北島中学校 |
| 新北島三丁目 | 全域 | 大阪市立新北島小学校 | 大阪市立新北島中学校 |
| 新北島四丁目 | 全域 | 大阪市立新北島小学校 | 大阪市立新北島中学校 |
| 新北島五丁目 | 全域 | 大阪市立新北島小学校 | 大阪市立新北島中学校 |
| 新北島六丁目 | 全域 | 大阪市立新北島小学校 | 大阪市立新北島中学校 |
| 新北島七丁目 | 全域 | 大阪市立平林小学校   | 大阪市立新北島中学校 |
| 新北島八丁目 | 全域 | 大阪市立新北島小学校 | 大阪市立新北島中学校 |

## 事業所
2021年（令和3年）現在の経済センサス調査による事業所数と従業員数は以下の通りである。
| 丁目         | 事業所数  | 従業員数 |
| ------------ | --------- | -------- |
| 新北島一丁目 | 137事業所 | 1,962人  |
| 新北島二丁目 | 26事業所  | 366人    |
| 新北島三丁目 | 83事業所  | 1,031人  |
| 新北島四丁目 | 9事業所   | 215人    |
| 新北島五丁目 | 28事業所  | 652人    |
| 新北島六丁目 | 14事業所  | 171人    |
| 新北島七丁目 | 57事業所  | 486人    |
| 新北島八丁目 | 22事業所  | 271人    |
| 計           | 376事業所 | 5,154人  |

## 交通

### 鉄道
- 大阪市高速電気軌道
  - 四つ橋線・南港ポートタウン線 住之江公園駅（所在地は泉一丁目であるが、一部が新北島一丁目に設置されている。）

### バス
- 大阪シティバス[15]
  - 3・4・15・25・29・48・76号系統：地下鉄住之江公園
  - 49系統：地下鉄住之江公園 → 泉一丁目 → 新北島五丁目 → 平林駅前 → 新北島西公園前 → 新北島八丁目 → 住之江郵便局前 → 新北島四丁目 → 新北島一丁目 → 地下鉄住之江公園
  - 89号系統：地下鉄住之江公園 - 南加賀屋

### 道路
- 大阪府道29号大阪臨海線（新なにわ筋）
- 住之江通
- 大和川通

## 施設
- 住之江郵便局
- 住之江警察署
- 大阪市立新北島小学校
- 大阪市立新北島中学校
- 大阪ジョイテルホテル[16]
- ライフ 新北島店[17]
- ドン・キホーテ パウ住之江公園店[18]
- 新北島南公園
- 新北島東公園
- 新北島中公園
- 新北島会館南公園
- 新北島西公園
- 大和川北公園

## その他

### 日本郵便
- 〒559-0024[3]（集配局：住之江郵便局[19]）